# Bouwwerkinformatiemodel
Een bouwwerkinformatiemodel (BIM, Building Information Modeling) is een geïntegreerde werkmethodiek die ontwerp, uitvoering, kosten, planning en beheer combineert. Elk object in het model bevat zowel geometrische als functionele informatie, en kan gekoppeld worden aan data over materialen, energie, installaties, tijdsplanning en onderhoud. Deze centrale informatieopslag bevordert de samenwerking tussen architecten, ingenieurs, aannemers en beheerders in elke fase van de levenscyclus van een gebouw. De objectgeoriënteerde informatie kan gekoppeld worden aan meerdere zaken zoals fasering, functies, benodigde constructieve sterkte en specifieke aansluiting op omringende objecten.
De afdelingen binnen ingenieursbureaus die gespecialiseerd waren in het bouwen van schaalmodellen zijn in de loop van tijd verdwenen. Dit maakte het lastiger om problemen te signaleren en keuzes te maken in de eerste fasen van een project. Faalkosten - kosten door verkeerde beslissingen of bouwfouten - maken 5 tot 13% uit van de omzet van de bouwsector. Om dit te reduceren kan een bouwwerkinformatiemodel behulpzaam zijn.
De introductie van prestatieovereenkomsten en de   uniforme administratieve voorwaarden geïntegreerde contracten (UAV-GC), maakt het noodzakelijk behalve de bouw ook beheer en onderhoud mee te nemen in een ontwerp.

## Informatie in het model
De objecten, waarmee het 3D-model is opgebouwd, zijn "intelligent", in de zin dat deze rekening houden met andere objecten. Zo worden wanden, die haaks op elkaar staan, direct op elkaar uitgelijnd en zonder dat deze door bovenliggende vloerplaten heen steken. Wanneer kolommen aan de positie van het stramien gekoppeld zijn dan kunnen deze samen met betreffende stramien-lijn(en) verplaatst worden in één moeite door. Zelfs de maatvoering en de weergave van oppervlakte in 2D-tekeningen binnen deze modellen zijn gekoppeld (dynamisch) en afhankelijk van de vaardigheid van betrokken modelleur(s) kan dit ook het geval zijn voor de detaillering.
Bij traditioneel ontwerpen in 2D, met name met het tekenprogramma AutoCAD, dient een (late) wijziging in de constructie in iedere doorsnede en plattegrond afzonderlijk verwerkt te worden. Vergeleken met een goed opgezet BIM-model is zoiets arbeidsintensief en ook gevoeliger voor fouten.
Het komt voor dat pas in het werk vastgesteld wordt dat leidingen dwars door een balk zijn getekend en daardoor niet uit te voeren zijn zonder een (ad-hoc)oplossing. Dit soort bouwfouten wordt steeds vaker voorkomen door het 3D-model van leidingwerk en/of bouwkundige aspecten samen te voegen met die van de constructie en zowel "handmatig" als softwarematig op "clashes" te controleren: objecten die elkaar kruisen en in een aantal gevallen ook de benodigde ruimte voor een specifiek object. Denk daarbij aan een kolom die in de weg zit wanneer een deur geopend wordt.
Binnen BIM-modellen kunnen ook virtuele camera's neergezet worden, om via renderen fotorealistische afbeeldingen te verkrijgen, om hierop esthetische beslissingen te baseren en het ontwerp zo nodig bij te sturen. Een studie naar invallend licht is eveneens mogelijk, zo kan het verloop van lichtinval van zonsopgang tot zonsondergang gesimuleerd worden in 3ds Max en hierop de positie, afmetingen van de kozijnen en zelfs de noord-zuid oriëntatie van gehele gebouw gewijzigd worden om de gewenste resultaten (vooraf) te bereiken.
Door de structuur van de software kan bij een BIM ook calculatie- en rekensoftware worden gekoppeld aan het model, in sommige gevallen bij rekensoftware zelfs via een round-trip. Ook is het mogelijk om een factor tijd en kosten mee te nemen (vierde dimensie respectievelijk vijfde dimensie). Hierdoor wordt het mogelijk om de opbouw en de kosten van een constructie zoals een gebouw of brug te visualiseren en te analyseren. Een deel van de software heeft een spreadsheet die een-op-een gekoppeld is aan het model, waardoor de wijzigingen direct verwerkt worden in een uittrekstaat.

## Revisie
Om in te spelen op veranderde marktomstandigheden brengen opdrachtgevers soms in een laat stadium van het ontwerpproces een fundamentele wijziging aan. Bij traditioneel ontwerpen brengt dit soort wijzigingen veel werk mee, doordat de consequenties vaak een nieuwe revisie van veel tekeningen en documenten noodzakelijk maakt. Software, zoals ARCHICAD, Revit en vectorworks, probeert om daarin te voorzien met een specifieke filosofie om alle objecten een koppeling mee te geven, waardoor iedere aanpassing van het model direct zichtbaar wordt in de tekeningen. Voorwaarde daarbij is dat het model niet op "traditionele wijze" uitgewerkt is in de tekeningen.
De toepassing van BIM vereist een duidelijke taakverdeling binnen een projectteam. Doorgaans is er een BIM-modelleur (die het model opbouwt), een BIM-coördinator (die afstemming tussen disciplines verzorgt en clashdetecties uitvoert), en een BIM-manager (die verantwoordelijk is voor de algemene procesaanpak en de naleving van standaarden). Deze rollen bevorderen een gestructureerde samenwerking en daarmee de kwaliteit van de digitale gegevens.

## Uitwisseling
Uitwisseling van informatie tussen verschillende softwarepakketten wordt idealiter door middel van een universele taal gedaan, een uitwisselingsstandaard. Het meest gebruikte formaat voor uitwisseling van het traditionele 2D-tekenwerk is het dxf-formaat. Industry Foundation Classes (IFC) wordt gebruikt om modellen tussen concurrerende softwarepakketten uit te wisselen. Voor het BIM worden een drietal uitwisselingsstandaarden ontwikkeld:
- Industry Foundation Classes (IFC; ISO16739)

(objectgerelateerde informatie)
- International Framework for Dictionaries (IFD; ISO 12006-3)

(productgerelateerde informatie)
- Information Delivery Manual (IDM)

(proces gerelateerde informatie)
De ontwikkeling van deze uitwisselingsstandaarden wordt in de Benelux gestuurd door het buildingSMART Benelux chapter en maakt deel uit van de internationale organisatie van buildingSMART die wereldwijd deze ontwikkeling stuurt. De doelstelling van de vereniging is het bevorderen van de toepassing van open BIM-standaarden als middel voor interoperabiliteit en integratie van het bouwproces.
De methodiek BIM werd eind 20e, begin 21e eeuw gaandeweg steeds vaker toegepast in de bouwkunde, waarbij andere disciplines, zoals de civiele techniek, HVAC (de installatietechniek) en elektrotechniek, deze ontwikkeling ook gingen volgen. De afkorting B in BIM wordt door betrokken partijen op verschillende manieren geïnterpreteerd: dat kan zijn als "bouwen", "bouwwerk" en/of beide.
In renovatie- of erfgoedprojecten wordt gebruikgemaakt van de zogeheten Scan-to-BIM-techniek, waarbij bestaande gebouwen worden ingemeten via 3D-laserscanning. De gegenereerde puntenwolk wordt vervolgens omgezet in een accuraat digitaal model dat kan dienen als basis voor herontwerp of technisch beheer.

## BIM in Nederland
De Rijksgebouwendienst (later hernoemd naar het Rijksvastgoedbedrijf) stelde in 2011 BIM verplicht bij zogeheten geïntegreerde contracten. De Bouw Informatie Raad (BIR) bevorderde initiatieven voor de ontwikkeling en implementatie van BIM, het stroomlijnen en verbinden en kennisoverdracht over BIM en de aansluiting van BIM in regulier onderwijs.
Diverse Nederlandse organisaties, waaronder 'BIM Onderwijs' (BIMregister), bieden één of meerdaagse opleidingen aan voor de functies BIM-regisseur, BIM-coördinator en BIM-manager. BIMregister heeft weliswaar een soortgelijke functie als de Bouw Informatie Raad om initiatieven voor de implementatie van BIM aan te jagen, stroomlijnen, verbinden en kennis over te dragen gericht op het onderwijs. Het merendeel van de mbo-, hbo- en wo-instellingen in Nederland vormen de organisatie. Er is samenwerking met overheidsinstanties als Rijkswaterstaat, Ministerie van Binnenlandse Zaken en een groot aantal bedrijven.
Een 'BIM loket' streeft er naar middels digitalisering de samenwerking te bevorderen tussen partijen in de bouw.

### Verder lezen
- (en) The Development of Building Information Modeling (BIM) Definition
- Bruggen bouwen met ICT, oratieboekje A.M. Adriaanse (Universiteit Twente, pdf) (gearchiveerd)
- Folder van Bouw Informatieraad over CB-NL (pdf)
- BIM-normen van het Rijksvastgoedbedrijf (pdf's)

## Zie ook

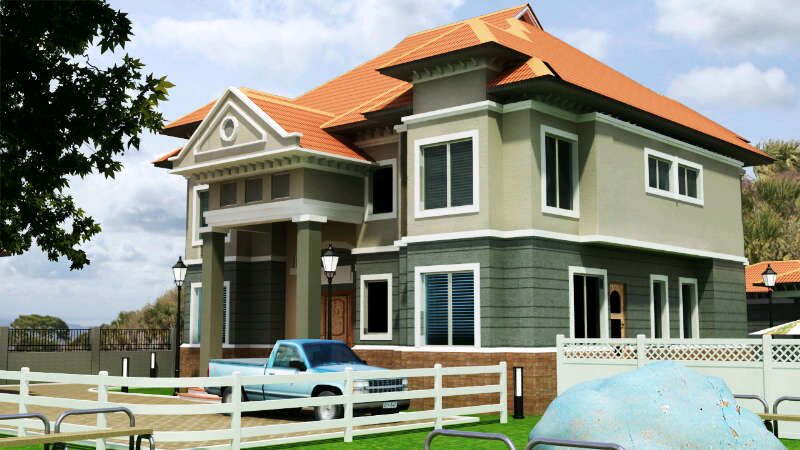
Gerenderde afbeelding van een woning